# 李政賢 (1959年)
李政賢  （1959年—2025年3月28日），佛乘宗法名李善單（英語：Lee Sun-Don），原為武俠小說家，筆名为奇儒，為佛乘宗第三代宗師、淡水緣道觀音廟創立者、武俠小說家、音樂家、藝術家。

## 生平
李政賢於1959年出生於台灣高雄，畢業於東吳大學數學研究所，退伍後曾任出版社主編、電視台編劇、導演。撰寫武俠小說「蟬翼傳奇」等多部小說，前後多達十三部武俠小說。封筆後，李政賢閉關潛修佛法。
1988年4月入佛乘宗。由緣道祖師授記為佛乘宗第三代法傳人。
1989年，成立「大緣精舍」。民國1997年著手興建淡水緣道觀音廟，並在2000年完工。
1988年4月，成為佛乘宗緣道祖師(羅雷)弟子，法名善單，此後放棄武俠小說寫作，投入宗教。
2025年3月28日下午3點42分，李逝世於淡水緣道觀音廟。

## 事蹟
- 1994年起陸續在台灣、洛杉磯、多倫多及溫哥華等地設立非營利性組織——財團法人佛乘世界文教基金會，[10]提出「第五經濟體系」理論。
- 1999年首次以油畫作畫。為「圖騰能量藝術」的開創者。
- 2003年創立GP DEVA香華天國際集團。
- 2005年開啟「千手千眼觀世音菩薩聖淨土」興建計畫。
- 2008年，創辧寶勝畫廊，受聘為廈門大學美術系客座教授[11]，北京大學外國藝術客座教授，以及哈爾濱理工大學藝術學院客座教授[12]
- 2009年，參加第53屆威尼斯雙年展，是亞洲第一位以「油畫個人館」參展的華人藝術家，攝影類獲105項為美國攝影協會PSA所認證的國際攝影競賽獎項。[13][14]
- 2011-2024年間，李擔任「Art Revolution Taipei台北新藝術博覽會」。藝術總監[15][16]。

## 藝術
鋼琴創作曲改編的「一個偉大宗教家的回憶II～圓滿」音樂專輯2007年於台灣第18屆「金曲獎」傳統暨藝術音樂類‧最佳作曲人獎入圍。創作的鋼琴作品改編完成的「回憶一位偉大的宗教家VI」第三號小提琴協奏曲〈100・如是我心〉音樂專輯，榮獲台灣第30屆「傳藝金曲獎」最佳宗教音樂專輯獎、最佳編曲獎入圍。

## 文學
李政賢是武俠小說家，以筆名「奇儒」完成十餘套武俠小說；1985年期寫的小說「蟬翼傳奇」，被改編為週日八點檔電視連續劇，1999年作品「凝風天下」於中央日報連載，並於2003年出版。

## 著作
- 上品華嚴系列：金剛經、圓覺法華經、維摩詰經、法性論、大器華嚴
- 佛教世間化系列：唯一佛乘之佛影心蹤、淨土的呼喚、通往佛性之路、大道之門、生死大吉祥
- 佛法生活化系列：老和尚密傳小故事、時間之愛的故事
- 佛學科學化系列：第九封印、天穹．大地．十字架 圖騰畫冊：極淨——自性華嚴、如是觀——上品華嚴金剛經、大寶勝開、2007冬季世界巡迴展、圖騰奔 、人間世 、有情人、掛月醉、台灣風、自在印、2008歐洲藝術大獎賽 國際巡迴大展、圖騰天下、2009春季藝術博覽會、八吉祥、大吉祥、新藝境、當下覺、妙得
- 音樂創作：大自在王佛頌、九字禪聲陀羅尼、快樂的法子、宗師鋼琴組曲、一個偉大宗教家的回憶系列組曲（「一個偉大宗教家的回憶II 」音樂專輯榮獲第18屆金曲獎「傳統暨藝術音樂類 最佳作曲人獎」入圍；「回憶一位偉大的宗教家VI」第三號小提琴協奏曲〈100・如是我心〉音樂專輯，榮獲2019年第30屆「傳藝金曲獎」最佳宗教音樂專輯獎、最佳編曲獎入圍）
- 新禪風武俠小說：凝風天下
- 奇儒武俠小說：蟬翼刀（第一套小說改編成週日八點檔電視連續劇「蟬翼傳奇」）帝王絕學、柳帝王、武林帝王、大手印、大悲咒、宗師大舞、談笑出刀、砍向達摩的一刀、武出一片天地、大俠的刀砍向大俠、扣劍獨笑、快意江湖

## 藝術榮譽
英國皇家藝術·生產與商業促進協會（RSA）終身會員、英國皇家大不列顛與愛爾蘭亞洲研究協會（RAS）會員、英國藝術家協會（SAA）會員、英國國際藝術家協會（IATTDA）會員、法國歐洲藝術學院（AEAF）會員、美國藝術家聯盟（AAA）會員、美國油畫家學會（OPA）會員、美國國際風景藝術家協會（LAI）會員、美國Santa Fe Art World收藏家藝術協會會員、澳洲皇家藝術協會（RSASA）會員、日本東京二紀會會員。
累積多項獲獎記錄：
| 藝術榮譽 繪畫類 |   | |
| 2012.11         | - | 榮獲 英國「英國皇家油畫家協會」第125屆年度評選展 競賽獎 |
| 2011.10         | - | 榮獲 法國「獨立藝術家沙龍」競賽獎 |
| 2009.12         | - | 榮獲 義大利第七屆佛羅倫斯雙年展 繪畫類「羅倫佐獎章」 |
|                 | - | 榮獲 德國2009棕梠藝術大獎賽「卓越特色獎」 |
| 2009.6          | - | 榮獲 日本ART未來協會「第14回國際公募ART未來展」競賽獎 |
| 2009.5          | - | 榮獲 日本現代美術家協會「第六十五回記念現展」競賽獎 |
| 2009.1          | - | 榮獲 中國北京第一屆亞洲藝術高端市場博覽會‧亞洲藝術市場大賞／「亞洲藝術市場成就大賞暨2008年度藝術風雲人物」、「優秀亞洲藝術傳承獎」、「優秀作品獎（AATS大賞）」三項大獎                |
|                 | - | 榮獲 荷蘭世界與環球學術基金會「2008年國際藝術節大獎賽／「情感畫」金牌獎暨第三藝術「世界繪畫藝術總冠軍」、「風景畫銀牌獎」                                                             |
| 2008.12         | - | 榮獲 波蘭「2008國際裸體藝術大賽獎 」 |
| 2008.11         | - | 榮獲 義大利「2009年第六屆開放藝術大賽獎 」 |
|                 | - | 榮獲 「美國藝術沙龍2008秋冬評選展」競賽獎 |
| 2008.10         | - | 榮獲 英國「西英國皇家藝術學院第156屆秋季展」競賽獎 |
|                 | - | 榮獲 英國倫敦「Bankside Gallery 2009夏季展」競賽獎 |
|                 | - | 榮獲 西班牙「第29屆 Gredos 繪畫藝術大賽獎」 |
|                 | - | 榮獲 美國「Art Buzz 藝術雜誌2009年刊」競賽獎 |
| 2008.9          | - | 榮獲 法國La Grande Motte「2008秋季沙龍」競賽獎 |
|                 | - | 榮獲 美國德州「2008維多利亞大學評選展」競賽獎 |
|                 | - | 榮獲 芬蘭赫爾辛基「2009國際藝術家評選大展獎」 |
| 2008.8          | - | 榮獲 美國哈金博物館「第55屆年度評選大展獎」 |
|                 | - | 榮獲 美國「中西部抽象藝展 IV大賽獎」 |
|                 | - | 榮獲 美國FFCS「第9屆國際評選大展獎」 |
| 2008.7          | - | 榮獲 英國皇家水彩協會RWS「2008星期日時報水彩畫獎」 |
|                 | - | 榮獲 英國威爾斯現代美術館MOMA Wales「大禮拜堂國際藝術大賽獎」 |
|                 | - | 榮獲 法國Sorèze「第九屆秋季沙龍」評審團特邀獎 |
|                 | - | 榮獲 中國北京「2008奧林匹克美術大會」特邀入選獎，並獲頒本屆奧運聖火火炬、永久典藏證書及金牌獎章；並獲邀參與希臘、美國國際巡迴展；並為北京紫禁城太廟「奧林匹克藝術中心」永久珍藏及展示 |
|                 | - | 榮獲 法國Lunéville「第二十七屆秋季沙龍」評審團特邀獎 |
|                 | - | 榮獲 德國漢堡馬里爾特國際藝廊「2008年度最佳作品評選展」評審團特邀獎 |
| 2008.6          | - | 榮獲 美國「亞特蘭大藝術聯盟．全美年展」競賽獎 |
|                 | - | 榮獲 比利時布魯塞爾「蓋伯奇2008秋季展」首獎 |
| 2008.5          | - | 榮獲 法國Valmy「第十四屆國際沙龍展」競賽獎 |
|                 | - | 義大利最大的國際藝術聯盟Camaver Kunsthaus International集團評鑒為「Top Artist」頂尖藝術家（67年來全球僅5位藝術家獲得此殊榮）                                                          |
|                 | - | 榮獲 義大利「Cesi古堡博物館／綠獅子 國際藝術家大賽獎」 |
|                 | - | 榮獲 美國北卡羅萊納州猶太傳統基金會「第6屆年度評選展／禮讚生命 」藝術大獎賽第二名並獲選為本屆展覽邀請函封面                                                                           |
| 2008.4          | - | 榮獲 美國羅達史凱勒藝術中心「2008年春夏評選展藝術大賽獎」 |
|                 | - | 榮獲「2008英國皇家康瓦爾夏季展」（由RCPS & IATTDA聯合舉辦）評審特邀獎 |
|                 | - | 榮獲 法國歐洲藝術學院「2008國際藝術沙龍展」評審團特別獎 |
|                 | - | 榮獲 美國斐德瑞斯伯格創意藝術中心「2008全國展／再生」競賽獎 |
| 2008.2          | - | 榮獲 美國「加州視覺藝術家展覽」競賽獎 |
|                 | - | 榮獲 美國「第10屆國際年度藝術創意大賽／面貌」競賽獎 |
|                 | - | 榮獲 美國華盛頓「第六街藝廊國際藝術大展」競賽獎 |
|                 | - | 榮獲 美國「甘迺迪崗藝術中心／藝術的心」展覽競賽獎 |
| 2008.1          | - | 榮獲 美國「第10屆國際年度藝術創意大賽／寫實主義」競賽獎 |
|                 | - | 榮獲 德國柏林「2008年國際藝術家大賽」入圍 |
|                 | - | 榮獲 美國「第1屆BECA國際當代藝術大賽獎」 |
| 2007.12         | - | 榮獲 美國「第34屆Bitter Fruit」競賽獎 |
|                 |   | |
| 雕塑 & 裝置藝術 |   | |
| 2011.03         | - | 義大利威尼斯「第5屆拉古納國際藝術獎大賽」個展獎 |
| 2011.01         | - | 英國「皇家藝術家協會」年展競賽獎 |

## 慈善公益
1994年起陸續在台灣、洛杉磯、多倫多及溫哥華等地，設立非營利性組織——財團法人佛乘世界文教基金會，推廣慈善活動與國際教育、科學、文化、藝術交流。包括社會救助（協助台灣921地震災害重建等）；贊助傑出運動家、藝術家及社會團體（贊助音樂家馮馮創作，並舉辦芭蕾舞劇「雪蓮仙子」莫斯科世界首演）；籌辦佛教文物展、「佛乘盃」世界棋王賽、「佛乘盃」全國圍棋大賽；發行佛乘世界月刊及出版佛教書籍等工作；協辦大專院校的宗教學術研討會；並與台北榮民總醫院合作「人體生命科學」的計畫，與中科院進行有關「舍利子成分」等研究。 
2001-2025年淡水「緣道觀音廟」正式對外開放，實踐諸佛以慈悲為第一力，每逢歲末寒冬，皆捐贈給淡水區公所特別成立的「社會福利關懷服務專戶」幫助在地的獨居老人和低收入戶等弱勢族群，並長期捐助台灣世界展望會的資助兒童計畫，使貧苦兒童都能接受良好教育、改善生活品質；捐款新北市淡水區公所之社會福利關懷服務活動暨社會救濟、急難救助；捐款助新北市政府淡水分局推動警政相關業務，以及對財團法人心路社會福利機構、天主教善牧基金會等福利機構的資助，發揮宗教撫慰人心、救助與關懷社會的力量。

## 爭議事件

### 財務糾紛
李政賢具有龐大事業版圖，跨足多項事業體，其中包含外匯投資(敦煌國際開發)公、精油(香華天)、玉石精品、出版業(寶勝文化)，以及資本額上億元的大緣建設公司，另外還有兩家咖啡館。宗教版圖則包括財團法人佛乘世界文教基金會、佛乘宗基金會等非營利組織。
八十六年七月，李政賢與妻子單志貞、目前擔任佛乘宗基金會「總教授師」的周貝芬與蘇光宏、蘇一宏兄弟，合組「敦煌國際開發公司」。這家從事一般投資業的公司，在台北地方法院還曾經引爆兩宗官司。
矽晶源高科公司負責人李厚政與飛通訊科技公司負責人黃國鈞，具狀向台北地方法院控告李政賢、徐福嘉等人，以操作遠期外匯名義侵占矽晶源公司上億元之可轉讓定存單，但李否認收受矽晶源總經理徐福嘉的任何資金。

### 課程收費爭議
李政賢在台北民生東路、台中中港路及高雄中正四路等三地開設有「佛法班」。每週一次的課程三個月收費一萬元，從初級班、中級班到高級班（又分高一班與高二班），還有主張修「神通」的「人體生命科學班」，合計同時上課的人數超過三千人，參與過修行課程者則達數萬人。
另外，佛乘宗還開設有「校友班」，以及李政賢親自授課「心法班」、必須繳交五百萬元「入班費」的「密行班」，通過課程之後便能成為佛乘宗的傳法師。

### 積欠海外賭債
2024年，李政賢因在澳門欠下賭債港幣5984萬，折合新台幣2億4100多萬元，遭台北地院民事庭判決應給付港幣5984萬元本金及違約金，名下位於民生社區的大緣精舍經債主聲請，在3月12日進行法拍，底價5075萬元。對於積欠「賭債」，李男辯稱，德晉博彩中介所提供的借款憑證，僅有記載借款日期、時間、金額，並未提出完整合約，無從查悉其餘約定條款，也未提出確實已交付對方相對應金額的證據，故無法證明雙方間有消費借貸的法律關係。

2024年新聞報導稱李政賢借「雙修」名義猥褻女信徒，並透過拍攝藝術照名義拍攝女信徒裸照。